# Отто Шульц (адмірал)
Отто Шульц (нім. Otto Schulz; 12 березня 1900, Дармштадт — 28 березня 1974, Бад-Вільдунген) — німецький військово-морський діяч та інженер, контрадмірал крігсмаріне. Кавалер Лицарського хреста Залізного хреста.

## Біографія
4 квітня 1916 року вступив добровольцем у ВМФ. Пройшов навчання у військово-морському училищі в Мюрвіку (1917) та на радіокурсах (1918). Учасник Першої світової війни, плавав на важкому крейсері «Фрейя» (червень-серпень 1916), лінійних кораблях «Тюрингія» (серпень 1916 — березень 1917) і «Ольденбург» (березень-серпень 1917, лютий-грудень 1918).
Після демобілізації армії залишений на флоті. З 25 травня 1921 року — вахтовий офіцер і офіцер зв'язку на крейсері «Аркона», з 22 вересня 1923 року — ад'ютант коменданта Куксгафена. З 22 вересня 1925 року — командир транспортного корабля постачання, з 30 вересня 1927 року — 1-й радіоофіцер та вахтовий офіцер на лінійному кораблі «Ельзас», з 26 вересня 1929 року — вахтовий офіцер на лінійному кораблі «Шлезвіг-Гольштейн». 25 вересня 1931 року переведений в Імперське військове міністерство. З 25 вересня 1935 року — навігаційний офіцер на крейсері «Лейпциг».
З 30 вересня 1937 року — 3-й офіцер Адмірал-штабу в штабі військово-морської станції «Нордзе» (одночасно з 11 березня 1940 року виконував обов'язки 1-го офіцера). Брав активну участь у плануванні та керівництві операціями ВМФ Німеччини проти СРСР. 1 квітня 1943 року призначений начальником морської оборони Криму. Успішно керував боротьбою із радянськими кораблями на Чорному морі, а потім організував захист берегових укріплень. 13 травня 1944 року переданий в розпорядження командувача-адмірала на Чорному морі, а 28 червня 1944 року очолив відділ закордонних флотів Командного управління ОКМ. Таким чином, Шульц став останнім начальником військово-морської розвідки Німеччини під час Другої світової війни. 14 липня 1945 року інтернований союзниками. 11 червня 1947 року звільнений.

## Звання
- Фенріх-цур-зее (13 січня 1917)
- Лейтенант-цур-зее (19 червня 1918)
- Оберлейтенант-цур-зее (1 квітня 1922)
- Капітан-лейтенант (1 лютого 1929)
- Корветтен-капітан (1 квітня 1935)
- Фрегаттен-капітан (1 жовтня 1938)
- Капітан-цур-зее (1 квітня 1940)
- Контрадмірал (1 березня 1944)

## Нагороди
- Залізний хрест 2-го класу
- Сілезький Орел 2-го і 1-го ступеня
- Почесний хрест ветерана війни з мечами
- Медаль «За вислугу років у Вермахті» 4-го, 3-го і 2-го класу (18 років; 2 жовтня 1936) — отримав 3 нагороди одночасно.
- Медаль «У пам'ять 13 березня 1938 року»
- Медаль «У пам'ять 1 жовтня 1938» із застібкою «Празький град» (1939)
- Медаль «У пам'ять 22 березня 1939 року» (1939)
- Іспанський хрест в сріблі (6 червня 1939)
- Застібка до Залізного хреста 2-го класу (15 квітня 1940)
- Залізний хрест 1-го класу (15 квітня 1940)
- Орден Зірки Румунії, великий офіцерський хрест з мечами
- Орден Корони короля Звоніміра 1-го класу з мечами (Незалежна Держава Хорватія)
- Хрест Воєнних заслуг
  - 2-го класу з мечами
  - 1-го класу з мечами (30 січня 1942)
- Нагрудний знак морської артилерії (1944)
- Лицарський хрест Залізного хреста (17 травня 1944)